# Linda Gary
Linda Gary (nacida como Linda Gary Dewoskin, 4 de noviembre de 1944 – 5 de octubre de 1995) fue una actriz estadounidense.

## Carrera

### Trabajos en películas de acción real
Gary trabajó como actriz de doblaje en animación y también apareció en dos películas de acción real, Joyride To Nowhere, de 1977, con su marido Charles Howerton, y Cruising, de 1980, con Al Pacino. Prestó su voz en películas como Wolfen y Switch.

### Radio
Linda interpretó a la Dr. Maura Cassidy en Alien Worlds de Lee Hansen.

### Trabajos como actriz de doblaje

#### Primeros años de carrera
Empezó a doblar películas italianas al inglés cuando vivía en Roma con su marido Charles Howerton, y regresó a Estados Unidos en 1974.
Gary empezó a asistir a clases de doblaje impartidas por Daws Butler. Más tarde afirmó: "Cuando conseguí mi primer trabajo de doblaje, simplemente le envié el cheque a Daws... Él creyó en mí, y realmente tengo que agradecerle mi carrera".

#### Hanna-Barbera
Gary puso voz a distintos personajes en varias series de televisión de Hanna-Barbera: Scooby-Doo and Scrappy-Doo; The Smurfs como Dame Barbara en un episodio; Top Cat and the Beverly Hills Cats como Mrs. Vandergelt; The Pirates of Dark Water, donde hizo voces adicionales; y SWAT Kats: The Radical Squadron, como la doctora Abby Sinian. Puso voz a Queen Morbidia y a Nekara en The 13 Ghosts of Scooby-Doo.

#### ABC Weekend Specials
ABC Weekend Special fue una serie de televisión que se emitió los sábados por la mañana entre 1977 y 1997. Presentaba historias tanto de acción real como animadas. La voz de Gary se pudo oír en Scruffy, The Puppy Saves the Circus, The Amazing Bunjee Venture, The Return of the Bunjee, The Velveteen Rabbit y The Magic Flute.

#### Disney
Durante las décadas de 1980 y 1990, Gary hizo varias apariciones como actriz invitada en series de televisión de Disney como Adventures of the Gummi Bears, Darkwing Duck, DuckTales, TaleSpin, The Little Mermaid y Bonkers. Puso voz a una gacela y a un hipopótamo en la historia en casete de The Lion King, The Brightest Star. También puso voz a Maléfica y a la narradora de apertura de Fantasmic!. Puso voz a Muffy Vanderschmere en TaleSpin y a Blender, Floor Lamp y Green Car en The Brave Little Toaster.

#### Narración
En 1977 narró los cuentos de Disney: Three Little Pigs, Cinderella, Alice in Wonderland y It's a Small World. También narró un cuarteto de cuentos de Rainbow Brite.

#### Sunbow/Marvel Productions
Gary puso voz a varios personajes adicionales en la serie animada Transformers de 1984. También puso voz a Raven, un piloto de Cobra Night Raven en el episodio de G.I. Joe "In the Presence of Mine Enemies".

#### Marvel Productions
Gary puso voz a Colleen en un episodio de la efímera Spider-Man de 1981 con Ted Schwartz como Peter Parker/Spider-Man, y puso voz a la tía May en la primera temporada de Spider-Man de 1994-1998 con Christopher Daniel Barnes como Peter Parker/Spider-Man. Más tarde fue sustituida por Julie Bennett.

#### Filmación
Actuó principalmente para el estudio Filmation. Puso voz a personajes de varias series de televisión de Filmation, como The Kid Super Power Hour with Shazam!, Blackstar y el personaje principal de Web Woman.
Gary puso voz a Jane en un episodio de Tarzan, Lord of the Jungle.
También puso voz a He-Man and the Masters of the Universe (inicialmente con el nombre erróneo de "Linda Gray") y a She-Ra: Princess of Power. Se reunió con los actores de doblaje Alan Oppenheimer y George DiCenzo de BlackStar. Puso muchas de las voces femeninas de He-Man, como Teela, Evil-Lyn, Sorceress of Castle Grayskull y Queen Marlena, así como varias de She-Ra, como Madame Razz, Glimmer, Shadow Weaver, Scorpia y Entrapta.
Puso voz a varias películas de Filmation, como He-Man and She-Ra: The Secret of the Sword, Pinocchio and the Emperor of the Night, He-Man & She-Ra: A Christmas Special y Happily Ever After como Critterina y Marina.

#### Universal Cartoon Studios
Gary puso voz al papel de la Abuela de Piecito en The Land Before Time II: The Great Valley Adventure, The Land Before Time III: The Time of the Great Giving y The Land Before Time IV: Journey Through the Mists. Más tarde fue sustituida por Miriam Flynn.

#### Videojuegos
En videojuegos, puso voz a varios juegos de aventuras como King's Quest VI como Oracle, Red Chess Queen, Mother Ghost y Queen Allaria, Thayer's Quest como  Lady in the Woodlands y Gabriel Knight: Sins of the Fathers como Grandma Knight/Tetelo.

## Vida personal
Gary nació en Los Ángeles, California, el 4 de noviembre de 1944. Se casó con el actor Charles Howerton el 21 de diciembre de 1967, con quien tuvo dos hijas, Alexis y Dana. Gary también fue madrastra de la hija de Howerton de su anterior matrimonio, Lynn Howerton. Murió de insuficiencia cardíaca y complicaciones de un tumor cerebral el 5 de octubre de 1995, en su casa de North Hollywood, California, a los 50 años. Está enterrada en el Cementerio Mount Sinai Memorial Park de Hollywood Hills.

## Filmografía

### Papeles como actriz de doblaje

#### Cine
| Año  | Título                                                 | Papel                                                                                    | Notas                                               |
| ---- | ------------------------------------------------------ | ---------------------------------------------------------------------------------------- | --------------------------------------------------- |
| 1971 | Lady Frankenstein                                      | Tania                                                                                    | Sin acreditar                                       |
| 1981 | Wolfen                                                 | ESS                                                                                      |                                                     |
| 1984 | Nausicaä of the Valley of the Wind                     | Queen Selena, Old Lady                                                                   | 1985 Doblaje en inglés; sin acreditar               |
| 1985 | The Secret of the Sword                                | Teela, Queen Marlena, Sorceress of Castle Grayskull, Shadow Weaver, Glimmer, Madame Razz |                                                     |
| 1985 | He-Man & She-Ra: A Christmas Special                   | Teela, Queen Marlena                                                                     | Especial de television                              |
| 1987 | Pinocchio and the Emperor of the Night                 | Bee Atrice                                                                               |                                                     |
| 1988 | Top Cat and the Beverly Hills Cats                     | Mrs. Vandergelt                                                                          |                                                     |
| 1989 | Happily Ever After                                     | Critterina / Marina                                                                      |                                                     |
| 1991 | Switch                                                 | God                                                                                      |                                                     |
| 1993 | The Very Hungry Caterpillar & Other Stories            | Narradora                                                                                |                                                     |
| 1994 | The Land Before Time II: The Great Valley Adventure    | Abuela de Piecito                                                                        |                                                     |
| 1995 | The Land Before Time III: The Time of the Great Giving | Abuela de Piecito                                                                        | Publicación póstuma                                 |
| 1996 | The Land Before Time IV: Journey Through the Mists     | Abuela de Piecito                                                                        | Publicación póstuma, (último papel cinematográfico) |

### Televisión
| Año       | Título                                 | Papel                                                                                | Notas                                                         |
| --------- | -------------------------------------- | ------------------------------------------------------------------------------------ | ------------------------------------------------------------- |
| 1976–1980 | Tarzan, Lord of the Jungle             | Jane                                                                                 |                                                               |
| 1981–1989 | The Smurfs                             | Dame Barbara (temporadas 2 y 3), Chlorhydris (temporadas 3–8)                        | El nombre está mal escrito en los créditos como "Linda Gray". |
| 1981      | Blackstar                              | Mara, Taleena, Amber, Storm, Leilanna                                                |                                                               |
| 1981      | Spider-Man                             | Colleen                                                                              |                                                               |
| 1983      | The Dukes                              | voces adicionales (temporada 1)                                                      |                                                               |
| 1983–1984 | The New Scooby and Scrappy-Doo Show    | voces adicionales                                                                    |                                                               |
| 1983–1985 | He-Man and the Masters of the Universe | Teela, Evil-Lyn, Queen Marlena, Sorceress of Castle Grayskull, additional characters |                                                               |
| 1985–1986 | She-Ra: Princess of Power              | Scorpia, Entrapta, Madame Razz, Shadow Weaver, Glimmer, additional characters        |                                                               |
| 1985–1986 | The Transformers                       | Chromia, Fairy-tale princess, Witch, Disco Girl #2                                   |                                                               |
| 1991–1993 | The Pirates of Dark Water              | voces adicionales                                                                    |                                                               |
| 1992-1994 | Batman: The Animated Series            | voces adicionales                                                                    |                                                               |
| 1993-1994 | SWAT Kats: The Radical Squadron        | Dr. Abby Sinian                                                                      |                                                               |
| 1994      | Spider-Man                             | tía May                                                                              |                                                               |

#### Videojuegos
| Año  | Título                              | Papel                                                | Notas |
| ---- | ----------------------------------- | ---------------------------------------------------- | ----- |
| 1984 | Thayer's Quest                      | Lady in the Woodlands                                |       |
| 1992 | King's Quest VI                     | Oracle, Red Chess Queen, Mother Ghost, Queen Allaria |       |
| 1993 | Gabriel Knight: Sins of the Fathers | Grandma Knight / Tetelo                              |       |

#### Parques temáticos
| Año  | Título                | Papel                             | Notas |
| ---- | --------------------- | --------------------------------- | ----- |
| 1995 | Disney's Fantillusion | Maleficent                        |       |
| 1998 | Fantasmic!            | Maléfica, anunciadora de apertura |       |

### Cine
| Año  | Título                   | Papel          | Notas |
| ---- | ------------------------ | -------------- | ----- |
| 1971 | My Name Is Rocco Papaleo | Jenny          |       |
| 1977 | Joyride to Nowhere       | Boutique Clerk |       |
| 1980 | Cruising                 |                |       |
| 1981 | Smokey Bites the Dust    | Woman Sheriff  |       |
| 1996 | Father Frost             | Storyteller    |       |